# Romas Kalanta
Romas Kalanta (Alytus, 22 febbraio 1953 – Kaunas, 15 maggio 1972) è stato un attivista lituano.
Il 14 maggio 1972 Romas Kalanta s'immolò dandosi fuoco nella piazza di fronte al teatro statale di Kaunas, per protestare contro il regime sovietico in Lituania, che opprimeva la lingua e la cultura del paese. L'ambulanza lo portò in ospedale già privo di sensi e dopo quattordici ore, il 15 maggio alle 4 del mattino, il ragazzo morì. La sua inumazione immediata e segreta, organizzata dalle autorità, provocò nei giorni 18 e 19 maggio 1972 manifestazioni contro il potere, le più grandi del periodo post-bellico.
Kalanta divenne così un simbolo della resistenza lituana durante gli anni settanta e ottanta
. Nel 2000 gli fu conferito postumo l'ordine della Croce di Vytis.

## Biografia

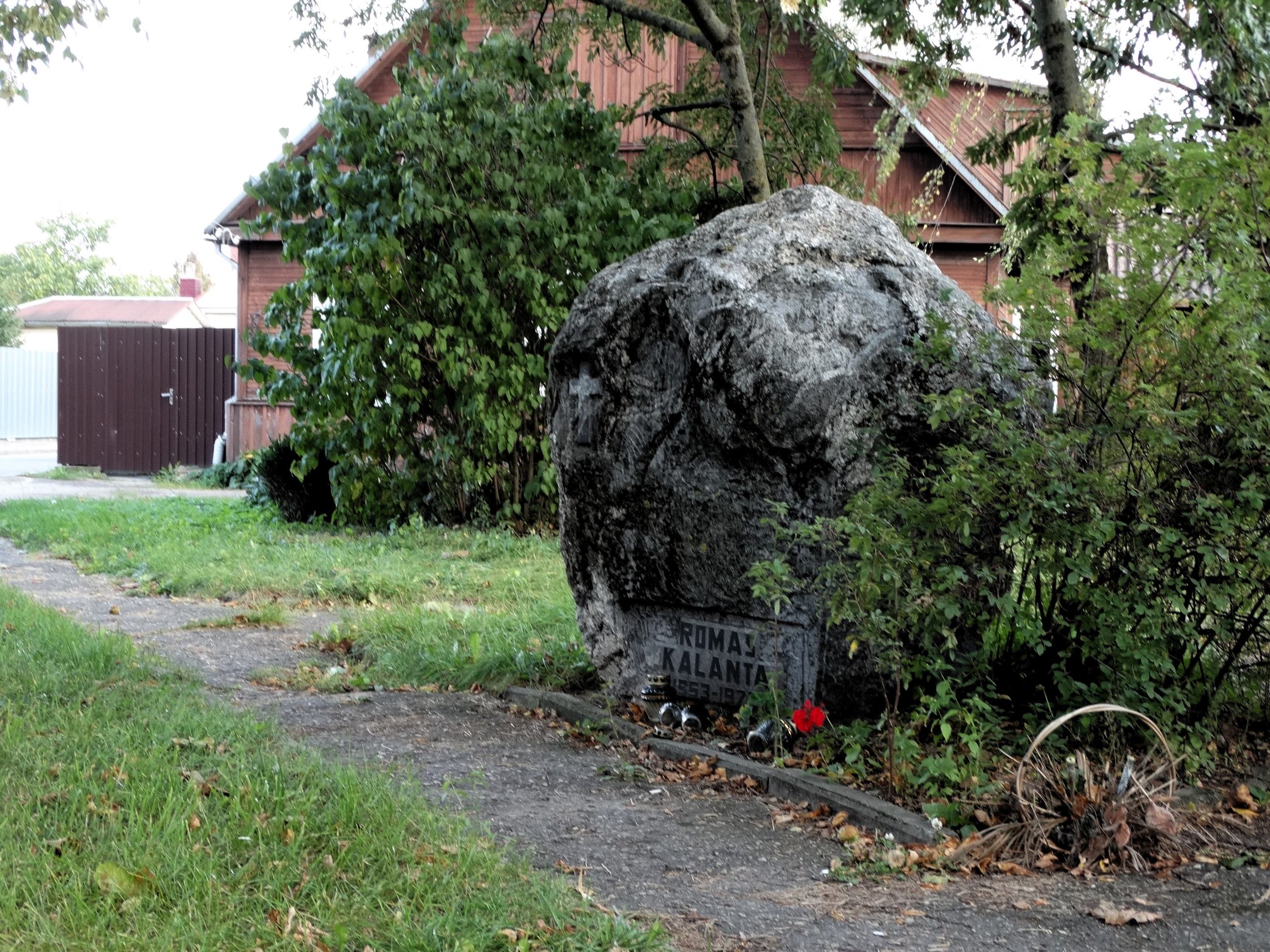
Monumento a Kalanta situato a Kaunas

Kalanta era religioso: in un tema scolastico scrisse che sarebbe voluto diventare un prete cattolico: questo gli causò qualche problema con le autorità Ha frequentato una scuola serale mentre lavorava in una fabbrica.. Inoltre suonava la chitarra e disegnava; aveva i capelli lunghi ed era un simpatizzante del movimento hippy. Queste simpatie furono poi sfruttate dai sovietici per screditare Kalanta tra la popolazione più anziana. Aveva un fratello maggiore di nome Antanas.
Alle 12:30 circa del 14 maggio 1972, Kalanta si versò 3 litri di benzina addosso e si diede fuoco nella piazza adiacente alla Laisvės Aleja (viale della Libertà), di fronte al Teatro musicale di Stato di Kaunas. Secondo alcune testimonianze urlò: "Libertà per la Lituania!". Morì dopo circa 14 ore in ospedale. Prima del suicidio, Kalanta lasciò un suo quaderno con una breve nota su una panchina. Il suo contenuto è stato reso noto solo dopo la dichiarazione di indipendenza nel 1990 e l'apertura degli archivi segreti del KGB. La nota dice: "Accusate il regime totalitario della mia morte" (in lituano: Dėl mano mirties kaltinkite tik santvarką).

## Memoria
Sul suo caso furono scritti alcuni libri e nel 1999 fu girato un film-documentario. Nel 2000 il presidente lituano Valdas Adamkus decorò Kalanta alla memoria. Il 14 maggio 2002 gli fu dedicato un monumento eretto sul luogo della sua tragica protesta.